# 속후역
속후역(俗厚驛)은 조선민주주의인민공화국 함경남도 금호군 속후리에 위치한 평라선의 철도역이다.

## 연혁
- 1925년 11월 1일: 영업 개시[1]

## 같이 보기
- 조선민주주의인민공화국의 철도